# Koninklijke Nederlandse Natuurhistorische Vereniging
De Koninklijke Nederlandse Natuur Vereniging (KNNV) is een vereniging die zich bezighoudt met het vermeerderen van de kennis van de natuur in de breedste zin van het woord. De doelstelling van deze vereniging is het bevorderen van natuurbeleving, natuurstudie en natuurbescherming.
De KNNV omschrijft zichzelf als 'vereniging voor natuurstudie, ecologie en veldbiologie'. De vereniging telt ongeveer 8.500 leden en 45 afdelingen. Zij is medeorganisator van de natuurwerkdag en van de Week van de Biodiversiteit. Sinds 1951 draagt de vereniging het predicaat Koninklijk.

## Ontstaan en doel
De vereniging werd opgericht op 27 december 1901  als de Nederlandsche Natuurhistorische Vereeniging door onder meer Hendrik Heukels, Han Heinsius, Eli Heimans en Jac. P. Thijsse. Hierdoor ontstond een samenwerkingsverband van de op verschillende plaatsen opgerichte regionale of stedelijke natuurgroepen in Nederland. De voornaamste doelen waren en zijn het vermeerderen van de kennis van de natuur en natuurhistorische vragen, het verspreiden van de kennis der natuurlijke historie, het aankweken van de belangstelling voor en liefde tot de natuur onder de eigen leden maar ook daarbuiten, en het bijdragen aan natuur- en landschapsbescherming, dit alles met name in Nederland, maar ook daarbuiten. De KNNV was de eerste Nederlandse organisatie die zich, anders dan bijvoorbeeld de Vogelbescherming en de NEV, richtte op studie en bescherming van de gehele natuur. De KNNV stond aan de wieg van Vereniging Natuurmonumenten en verscheidene specialistische, op een beperkte groepen dieren gerichte organisaties als de Strandwerkgemeenschap. De KNNV stond indirect ook aan de basis van het IVN, waarmee nauw samengewerkt wordt.

## Afdelingen
De vereniging is georganiseerd in plaatselijke afdelingen. Deze organiseren excursies en lezingen en voeren op eigen initiatief inventarisaties en tellingen uit. 
De gegevens hiervan worden gebruikt door terreinbeheerders zoals Staatsbosbeheer, Natuurmonumenten en de provinciale Landschappen. Daarnaast worden veel gegevens geleverd aan de soortenorganisaties als Floron (planten), Sovon (vogels), RAVON (vissen, amfibieën en reptielen) en de Vlinderstichting.
Ook voeren veel afdelingen acties uit in het kader van natuurbescherming. Zo organiseren meerdere afdelingen ieder jaar in de voorjaarsvakantie een padden overzetactie, zoals in Leuvenum.
Lokaal wordt vaak samengewerkt met afdelingen van het IVN ('Vereniging voor natuur en milieu-educatie'), bijvoorbeeld op het gebied van natuur- en milieueducatie. Landelijk werken IVN en de KNNV samen bij grotere projecten als Jaar van de Bij en operatie Steenbreek.

## Commissies
De KNNV beschikt over twee reiscommissies, de ARC en de AKC die reizen organiseren voor de eigen leden. De ARC organiseert volledig verzorgde natuurreizen, de AKC verzorgt kampeervakanties in de natuur.

## Werkgroepen
De KNNV kent landelijke werkgroepen zoals de Strandwerkgemeenschap en de Moeraswerkgroep. De Bryologische en Lichenologische Werkgroep (BLWG) van de KNNV is een landelijke vrijwilligersorganisatie op het gebied van mossen en korstmossenstudie. Deze werkgroep geeft de tijdschriften  Lindbergia en Buxbaumiella uit en beheert zelf een database met alle gegevens over mossen en korstmossen in Nederland. Er zijn binnen het KNNV ook werkgroepen die de gegevensbeherende organisaties FLORON, SOVON en de overige PGO's actief ondersteunen door het verrichten van inventarisaties en tellingen binnen landelijke projecten.

## Blad en uitgeverij
De KNNV geeft het tijdschrift Natura uit, dat alle leden ontvangen, met daarin artikelen over het bestuderen en beschermen van de natuur.
Aan de vereniging is een eigen uitgeverij verbonden: De KNNV Uitgeverij. Deze is gespecialiseerd in publicaties over natuur en landschap en in oorspronkelijk Nederlandstalig werk. Naast veldgidsen, naslagwerken, praktijkgidsen voor natuurbeheer en kronieken over cultuurhistorie verzorgt de uitgeverij ook natuurreisgidsen, natuurboeken voor kinderen en het tijdschrift Natura. Daarmee geeft de KNNV Uitgeverij kennis van wetenschappers en amateurbiologen door aan een breed publiek, met de bedoeling om aldus de belangstelling voor natuur en natuurbescherming te bevorderen.